# Susanne Wadle
Susanne „Susi“ Wadle (* 24. September 1968) ist eine ehemalige deutsche Fußballspielerin.

## Karriere
Wadle war Mittelfeldspielerin des TuS Niederkirchen, für den sie von 1993 bis 2003 aktiv gewesen ist, davon je viermal in der Gruppe Süd in der seinerzeit zweigleisigen Bundesliga und in der – seit 1997 eingeführten – eingleisigen Bundesliga. Abstieg bedingt spielte sie in der Saison 2000/01 in der Oberliga Südwest und in der Regionalliga Südwest 2001/02. In ihrer letzten Saison, 2002/03, bestritt sie neun Punktspiele in der Bundesliga, in denen ihr ein Tor gelang.
Ihren größten Erfolg mit ihrem Verein hatte sie gleich zu Beginn der Saison 1993/94: Sie gewann mit ihrer Mannschaft den von 1992 bis 1997 ausgetragenen Wettbewerb um den Supercup am 1. August 1993 im Leverkusener Ulrich-Haberland-Stadion gegen den TSV Siegen mit dem 2:1-Sieg, den Christine Fütterer und Ute Scherer herausgeschossen hatten. Weitere Erfolge mit ihrem Verein konnte sie mit dem zweimaligen Erreichen eines Halbfinales verzeichnen. Als Sieger der Gruppe Süd 1994 war ihre Mannschaft für die Endrunde um die Deutsche Meisterschaft qualifiziert, scheiterte jedoch in den seinerzeit in Hin- und Rückspiel ausgetragenen Halbfinalspielen im Gesamtergebnis von 1:9 an Grün-Weiß Brauweiler. Im Wettbewerb um den Vereinspokal 1998 unterlag ihr Verein mit 0:1 beim FCR Duisburg 55 – ebenfalls im Halbfinale.

## Erfolge
- DFB-Supercup-Sieger 1993
- Halbfinalist Deutsche Meisterschaft 1994
- DFB-Pokal-Halbfinalist 1998
- Meister Oberliga Südwest 2001, Regionalliga Südwest 2002